# Mułłajan Chalikow

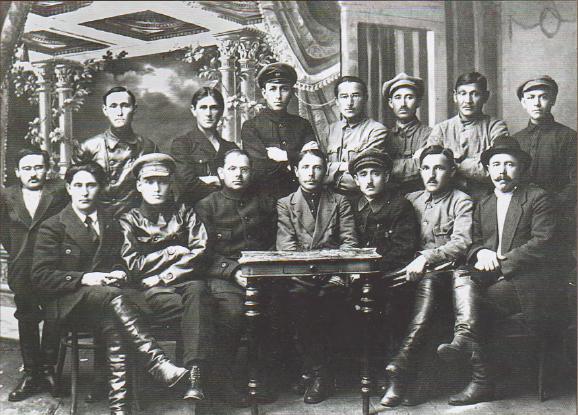
Rząd Baszkirskiej ASRR. Chalikow siedzi trzeci z prawej

Mułłajan Dawletszynowicz Chalikow (ros. Муллаян Давлетшинович Халиков, ur. 4 lutego 1894 we wsi Aktau w guberni ufijskiej, zm. 27 września 1937 w Moskwie) – przewodniczący Rady Komisarzy Ludowych Baszkirskiej ASRR (1921–1925).
W 1915 ukończył medresę „Muchammadija” w Troicku i został nauczycielem w Orsku. Od października 1917 kierownik biblioteki, od 1917 członek Władzy Baszkirskiej, od kwietnia 1919 członek Baszkirskiego Tymczasowego Komitetu Wojskowo-Rewolucyjnego. Od maja 1919 żołnierz Armii Czerwonej, od 1919 w RKP(b), od 1920 przewodniczący tamjan-katajskiego kantonowego komitetu rewolucyjnego, potem zastępca przewodniczącego Komitetu ds. Obowiązków Pracowniczych przy Radzie Komisarzy Ludowych Baszkirskiej ASRR, ludowy komisarz ubezpieczeń społecznych i ludowy komisarz oświaty Baszkirskiej ASRR. Od lipca 1921 do listopada 1925 przewodniczący Rady Komisarzy Ludowych Baszkirskiej ASRR, później pracownik Zarządu Rosyjskiego Banku Rolniczego i członek Kolegium Ludowego Komisariatu Finansów RFSRR, do 1937 zastępca szefa Zarządu Budżetowego Ludowego Komisariatu Finansów RFSRR.
25 lipca 1937 aresztowany, następnie rozstrzelany. W 1958 pośmiertnie zrehabilitowany.